# Pouso Novo
Pouso Novo is een gemeente in de Braziliaanse deelstaat Rio Grande do Sul. De gemeente telt 1.998 inwoners (schatting 2009).